# 第一次ペロポネソス戦争
第一次ペロポネソス戦争（だいいいちじペロポネソスせんそう、英: First Peloponnesian War、紀元前460年 - 紀元前445年）は、スパルタが盟主を務めるペロポネソス同盟とその他の同盟国（ボイオティアなど）と、アテナイが盟主を務めるデロス同盟との間で戦われた戦争である。
著名なペロポネソス戦争（紀元前431年 - 紀元前404年）に先立つ戦争である。

## 概要
この戦争は第二次神聖戦争（紀元前449年-紀元前448年）や比較的小規模な衝突の連続で構成されている。
緒戦は海軍力に勝るアテナイが優位に立ったが、紀元前457年のタナグラの戦いで敗れるなど次第に苦戦を強いられるようになった。しかし、オイノフュタの戦いでボイオティアに勝利してボイオティアを征服し、さらにアイギナを屈服させてデロス同盟の成員に加えた。また、アテナイはペルシアに反乱を起こしたエジプトに要請されて援軍を送ったが、ペルシア軍に破れて部隊は紀元前454年に壊滅した。この大敗は紀元前451年のスパルタとの5年間の休戦の原因となった。しかし平和は長くは続かず、第二次神聖戦争の勃発によって戦いは再開された。さらに紀元前448年にボイオティアはアテナイに反旗を翻し、コロネイアにてアテナイ軍を破り、独立を回復した。
戦争は紀元前445年にアテナイとスパルタの和約を以って終わり、そこで30年間の和平が批准された（30年不戦条約）。そこで両国は共に勢力範囲の主要な部分を維持し、主にアテナイは海を、スパルタは陸を支配した。しかし、紀元前431年にペロポネソス戦争が勃発した。

## 原因
原因は複数あり、例えばアテナイによる長城の建設、メガラの変節、スパルタの「アテナイ帝国」への警戒などが挙げられる。
第一次ペロポネソス戦争が起こったほんの20年前まではアテナイとスパルタは共にペルシア戦争を戦っていた。この戦争で、スパルタは現代の学者たちがヘレネス同盟と呼ぶ覇権を手にし、紀元前479年の決定的な勝利に終わったミュカレの戦いの指揮を全面的に取った。ペルシアをギリシア本土より撃退した後のギリシア方の反撃でも両国は主導的な役割を果たし、アテナイはエイオンを、スパルタはビュザンティオンをペルシアの勢力圏から切り離した。しかし、スパルタの総司令官として派遣された将軍パウサニアスの乱暴で僭主的な振舞いによって同盟諸都市のスパルタへの不満が高まり、彼らはアテナイに組した。そしてアテナイはペルシアの再来に備えて紀元前478年にデロス同盟を結成し、盟主の座に就いた。
この時点ではアテナイとスパルタの関係は悪くはなかった。例えば、アテナイでは反スパルタ路線を取ろうとしていたテミストクレスが紀元前470年代初頭に陶片追放され、その地位にはマラトンの戦いでペルシアを破ったミルティアデスの子で、親スパルタ派のキモンが就いた。とはいえ戦争の兆候はあり、紀元前460年代末のタソス人の反乱時にタソス人はスパルタにアッティカへの侵攻を要請し、スパルタはそれを受けたはしたが地震、ヘロットと衛星都市の反乱により実行はできなかった。なお、タソスは3年後アテナイに降伏した。
戦争の直接の原因は件のスパルタへの反乱であった。スパルタは同盟諸国ならびにアテナイに援軍を要請し、アテナイはキモン率いる4000人を送った。しかし、トゥキュディデスによればアテナイ軍が反乱軍の城塞の攻略に失敗したこと、ドリス人でないこと、彼らの勇気と革新の気風からスパルタ人はアテナイの裏切りを警戒するようになり、アテナイ軍のみを帰らせた。この事件によって政治的信用を失ったキモンは弾劾を受け、追放された。そこでアテナイはペルシアに対抗して作られたヘレネス同盟を脱退し、テッサリア、スパルタの同盟国コリントスとの紛争があってペロポネソス同盟から脱退したメガラ、そして積年のスパルタの宿敵アルゴスと同盟を結び、対決姿勢を明らかにした。また、アテナイはスパルタへのあてつけと言わんばかりに先の反乱でスパルタに敗れて落ち延びてきたメッセニア人をナウパクトスに入植させてやった。

## 前半戦―アテナイの攻勢
その頃、ペルシアの支配下にあったリビア王イナロスがエジプトの大部分をペルシア王アルタクセルクセス2世から離反させ、反旗を翻した。イナロスはアテナイに援軍を要請し、アテナイはちょうどキュプロスにいた艦隊200隻を送った。その一方でアテナイはギリシアの敵とも矛を交えており、複数の戦線に軍を分散させて戦っていた。紀元前460年とその翌年にアテナイはコリントス・エピダウロス軍と戦い敗れたが、ケクリュファレイアではペロポネソス艦隊を破った。また、アイギナとの戦争も始まったが、こちらはアテナイ優勢に進み、アイギナ市を包囲した。
アテナイが複数の戦線に軍を分散させていることからコリントスは手薄であったメガラに攻め込んだ。コリントス側はメガラを防衛しようと思えばアテナイはアイギナに展開していた軍を呼び戻さねばならないと考えたが、アテナイはアイギナの軍を動かさず、老年隊（51から59歳）と若年隊（18と19歳）を動員してミュロニデス指揮の元にメガラに送った。彼らはコリントス軍と互角に戦い、陣地を固守し、両軍共に引き上げた。老人たちに嘲笑されたコリントス軍は12日後に戻ってきたが、アテナイ軍に敗れた。その時コリントス軍の多くは周りを溝で囲んだ袋小路の私有地に入り込んでしまい、アテナイ軍に包囲されて全滅させられた。
同じドリス人ということでスパルタと長年同盟を結んでおり、ボイオス、キュティニオン、ネソネオンなどの都市を含むドリスにアテナイの同盟国ポキスが侵攻し、戦争が勃発した。そこで幼年の王プレイストアナクスに代わって将軍ニコメデス率いるスパルタ重装歩兵1500人とその同盟国軍10000人がドリスへ派遣され、ポキスに占領した都市を手放す条約を強いた。しかし、海路で帰ろうにもクーサ湾をアテナイ艦隊が、陸路で帰ろうにもゲラネイア峠を越える陸路はアテナイとメガラとペガイが押さえていたため、ボイオティアに向かった。
それに対し、アテナイはアルゴス軍10000人その他と同盟国を合わせた計14000人の軍で出撃したが、そのうちテッサリア騎兵は途中でスパルタ側に裏切った。そして紀元前457年にタナグラの戦いが起こり、両軍共に多数の死者を出したものの、スパルタとその他の同盟軍の勝利に終わった。そしてスパルタとその同盟国軍はメガラに入り、ゲラネイア峠を越えて帰国した。
アテナイはミュロニデス率いる軍をボイオティアに送り、オイノフュタでボイオティア軍を破り、タナグラの防壁を崩しフォキスとロクリスを支配下に置き、テバイを除く全ボイオティアを勢力下に置いて戦局を盛り返した。その後すぐにアイギナがアテナイに屈服し、アイギナは防壁を崩し、船舶を提供し、貢金を収めることになった。さらにアテナイはトルミデス率いる艦隊を送り、彼らはペロポネソス半島を周航し、スパルタの造船所を焼き討ちし、カルキスを落とし、シキュオンに上陸してシキュオン人を破った。

## 後半戦―アテナイの敗北
エジプトでの反乱に対するアテナイの協力に対し、当初ペルシア王はアッティカ侵攻を説くためにメガバソスに資金を持たせてスパルタに送ったが失敗し、メガバソスはアジアに呼び戻された。そして、メガビュゾスが大軍と共にエジプトに送られた。陸路でエジプトに着くや否やメガビュゾスはエジプトとその同盟軍を破り、アテナイとその同盟軍からメンフィスを奪回し、彼らが篭ったプロソピティス島を1年6ヶ月の包囲戦の末落とした（紀元前454年）。アテナイとその同盟軍はほぼ全滅し、わずかな人数だけがキュレネに逃れた。イナロスは捕えられ、磔に処された。この事件はアテナイのエーゲ海支配を大いに揺るがし、その後数年間アテナイはデロス同盟の再編と勢力下にある地域の安定化に腐心した。
その一方テッサリアから追放されたテッサリア王オレステスがアテナイに自身の復位を求め、それを容れたアテナイはボイオティア軍と共にファルサロスに侵攻したが、何一つ目的を果たせずに引き上げた。この後ペガイからペリクレス率いる艦隊が出航してシキュオン人を破ったが、アカイア人と共にアカルナニアに侵攻したが、落とせずに帰った。
その3年後の紀元前451年にアテナイ、ペロポネソス両陣営の間で5年間の休戦条約が結ばれた。

## 休戦後
ギリシアでの戦いから解放されたアテナイは追放が解けて戻ってきたキモンの指揮下でキュプロスに出兵して紀元前450年のサラミスの海戦でペルシア艦隊を破り、キティオンを占領した。しかし、この戦いでキモンが戦死したため、アテナイ艦隊はキティオンを離れ、フェニキア人、キュプロス人、キリキア人と戦った後に帰国した。
一方スパルタは第二次神聖戦争に出兵し、デルポイをポキスから分離独立させた。それに対し、紀元前448年にはアテナイが出兵し、デルポイをポキスに引き渡した。
紀元前448年、ボイオティアにてアテナイの支配に対する反乱が起き、アテナイの将軍トルミデス率いる重装歩兵1000人とその他同盟国軍がボイオティアに出撃し、彼らはカイロネイアを占領し、守備隊を置いたが、紀元前447年のコロネイアの戦いでボイオティア・ロクリス・エウボイア軍に敗れ、アテナイはボイオティアを放棄し、捕虜を送還する条件で講和した。
アテナイのコロネイアでの敗北に勇気を得たエウボイアがアテナイに反旗を翻し、ペリクレスがその鎮圧に向かったが、さらにメガラがコリントス、シュキオン、エピダウロスの支持を得て反乱を起こしたため、スパルタのアッティカ侵攻を警戒したペリクレスはエウボイアから引き上げた。その後スパルタ王プレイストアナクス率いる軍がアッティカに侵攻し、荒らしたが、ペリクレスの説得と賄賂によりそれ以上のことをせずに帰国した。後にプレイストアナクスはこの行為を弾劾されて払いきれないほどの罰金を科せられて追放された。スパルタの脅威が去った後、ペリクレスはエウボイアに渡って反乱を鎮圧し、条約を結ばせた。ヘスティアイアだけは住民が追放され、アテナイ人がそこを占拠した。

## 終戦
エウボイアの反乱を鎮圧して間もない紀元前446年あるいは紀元前445年にアテナイとスパルタの間で30年不戦条約が結ばれた。アテナイは占領していたニサイア、ペガイ、トロイゼン、アカイアなどをペロポネソス側に返還し、その見返りとしてスパルタにデロス同盟を認知させた。しかし、この和平は半分弱の年月しか続かず、紀元前431年にペロポネソス戦争が勃発した。